# Feroleto della Chiesa
Pour les articles homonymes, voir Chiesa.
Feroleto della Chiesa est une commune italienne de la province de Reggio de Calabre, dans la région Calabre.

## Administration
| Période                                  | Période | Identité | Étiquette | Qualité |
| ---------------------------------------- | ------- | -------- | --------- | ------- |
|                                          |         |          |           |         |
| Les données manquantes sont à compléter. |         |          |           |         |

### Hameaux
Plaesano.

### Communes limitrophes
Anoia, Galatro, Laureana di Borrello, Maropati, Melicucco, Rosarno.